# Etienne Gérin
Etienne Elie Gérin (ur. 19 grudnia 1757, zm. 18 stycznia 1810) – haitański wojskowy i polityk.
Był generałem armii haitańskiej. Za panowania Jakuba I pełnił funkcję ministra wojny. 11 października 1806 wypowiedział monarsze posłuszeństwo i przyłączył się do wojsk skupionych wokół dążących do obalenia cesarstwa Henri Christophe'a, Alexandre'a Pétiona i Laurenta Férou. Po zamordowaniu Dessalinesa (17 X 1806) wraz z pozostałymi przywódcami buntu zdecydował o konieczności uchwalenia nowej ustawy zasadniczej oraz o rozpisaniu wyborów do Zgromadzenia Konstytucyjnego. Uzyskał w nich mandat deputowanego. Nie złożył jednak podpisu pod tekstem konstytucji, przebywał bowiem w dniu jej przyjęcia (27 października 1806) w Departamencie Południowym. Gdy państwo haitańskie rozpadło się na dwa niezależne twory polityczne, stanął po stronie Republiki. Opowiadał się za podjęciem zdecydowanych działań militarnych przeciwko Christophowi. Wymieniany jako jeden z głównych kandydatów na urząd prezydenta 9 marca 1807, ostatecznie przegrał z Pétionem. Jako jeden z ważniejszych polityków przeciwnych prezydentowi, odpowiedział na apel oblężonego w Môle Saint-Nicolas republikańskiego generała André Lamarre'a. Wysłał mu statek załadowany żywnością. Senat podziękował mu za ten gest, powołując go w swój skład. Kilkadziesiąt dni później Gérin złożył mandat, pragnąc wyrazić swój sprzeciw wobec polityki Pałacu Prezydenckiego.